# Friedrich Schubert
Friedrich "Fritz" Schubert (1897-1947), est un sous-officier allemand (Oberfeldwebel) parlant grec, de la Wehrmacht nazie. En tant que chef du Jagdkommando Schubert, une force paramilitaire semi-indépendante, il a terrorisé la population civile durant l'occupation nazie de la Grèce pendant la Seconde Guerre mondiale et a commis de nombreuses atrocités en Crète et en Macédoine,,.
Jugé par un tribunal spécial pour criminels de guerre à Athènes, il a été reconnu coupable du meurtre de plus de 250 civils et condamné 27 fois à mort puis exécuté au fort d'Heptapyrgion à Thessalonique.

## Biographie

### Jeunesse
Peu de détails de la vie de Friedrich Schubert, avant la Seconde Guerre mondiale, ont été vérifiés. Certains Crétois pensent que Schubert est né sous le nom de Pétros Konstantinídis (en grec moderne : Πέτρος Κωνσταντινίδης), le nom qu'il a utilisé lorsqu'il a été arrêté par la police grecque, fils d'un riche marchand de tabac de Smyrne et d'une mère turque, et qu'il a émigré en Allemagne à un jeune âge. Là, il rejoint le parti national-socialiste et devient un nazi convaincu.
Cependant, il est vérifié que Schubert était allemand, né à Dortmund, en 1897. Pendant la Première Guerre mondiale, il sert dans l'armée impériale allemande, et a peut-être combattu en Turquie. Il affirme avoir été décoré de la médaille du Croissant de fer et l'arborait fièrement. En 1918, il est probablement retourné à Dortmund et est devenu monteur de machines (machinen monteur). Il est retourné en Turquie dans les années 1920, où il a travaillé pour les autorités turques.
En 1925, Schubert épouse une Italienne à Smyrne et émigre à Alexandrie, en Égypte, où il reste pendant une quinzaine d'années. Il devient membre du parti nazi en janvier 1934 et après le début de la Seconde Guerre mondiale, Schubert retourne à Dortmund, en Allemagne. En avril 1941, lorsque l'Allemagne envahit la Grèce, il  rejoint les Ersatzheer, il est formé en tant qu'interprète militaire (il parlait déjà le grec, le turc, l'italien et l'arabe) en avril et mai 1941 et est promu Unteroffizier (caporal) en juin 1941.

### Sous-officier de la Wehrmacht
Schubert fait sa première apparition en Crète à l'été 1941 en tant qu'interprète militaire auprès du Commandement local allemand (Ortskommandatur) à La Canée sous les ordres du général Alexander Andrae (de), commandant de la Crète occupée. Il est possible qu'au cours du mois d'août 1941, il ait été transféré au commandement régional allemand (Kreiskommandatur) à Réthymnon. À l'automne 1941, Schubert est à nouveau transféré à Héraklion dans le détachement de l'Abwehr (contre-espionnage) sous le commandement du major Hartmann (prénom inconnu), qui parle grec. Comme il sait parler turc et qu'il a un fort accent turc lorsqu'il parle grec, les Crétois le surnomment « le Turc ».
Le major Hartmann organise le premier groupe armé de Crétois pro-nazis, principalement issus de la famille Tzoulias, dans le village de Krousónas. Bien que Schubert ait pris part à des crimes de guerre, rien ne prouve qu'il ait été impliqué dans le groupe pro-nazi de Krousónas, avant juin 1942, date à laquelle il en prend le commandement. Schubert recrute plusieurs criminels grecs condamnés et d'autres Crétois pro-nazis de Krousónas.
En avril 1943, Schubert est transféré au commandement local allemand 981 (Ortskommandatur) de la Feldgendarmerie à La Canée, sous les ordres de l'Oberleutnant (premier lieutenant) Herbert Glebin. Les relations entre Schubert et Hartmann deviennent de plus en plus tendues et Hartmann ordonne l'emprisonnement de Schubert à la prison d'Agia, en dehors de La Canée. Schubert swf libéré sur ordre du generalleutnant (lieutenant général) Bruno Bräuer, commandant de la Crète occupée, qui a été condamné et exécuté comme criminel de guerre après la guerre. Bruno Braeuer donne à Schubert (désormais oberfeldwebel (sergent)) une liberté d'action totale pour réprimer la résistance et ne rendre de comptes à personne. En septembre 1943, le groupe Schubert est officiellement créé sous le nom de Jagdkommando Schubert également Détachement national de chasse aux criminels/communistes, en grec moderne : Εθνικό Απόσπασμα Καταδίωξης Κακοποιών/Κομμουνιστών, (ΕΑΚΚ) en Crète orientale.
Le Jagdkommando Schubert est une milice anticommuniste destinée à capturer les résistants locaux et ceux qui les aident. Les soldats sont habillés en italien et les officiers en uniforme de la Wehrmacht et sont connus des Crétois sous le nom de Schuberai, Schubertiani ou Schuberites (Σουμπεραίοι, Σουμπερτανοί, Σουμπερίτες).
Ils sont connus pour leurs pratiques sadiques lors d'attaques contre des civils qui impliquent des passages à tabac, des tortures, des fusillades et la destruction de nombreux villages en Crète et en Macédoine (par exemple au plateau du Lassíthi, Rodakino, à Kalís Sykiá (en) et  Kallikrátis, etc.),. Aujourd'hui encore, traiter quelqu'un de Schuberites est considéré en Crète comme une insulte grave synonyme de traîtrise et de cruauté.
Ces événements rendent furieux les résistants locaux et les agents britanniques et les incitent à vouloir éliminer les Schuberai à tout prix. Rapidement, l'unité de Schubert perd son efficacité car elle ne peut pas opérer loin de sa base sans l'escorte d'une importante force de protection de la Wehrmacht. Il est également possible que les officiers allemands en Crète aient été furieux car les pratiques de Schubert étaient trop cruelles, même pour les normes de l'Allemagne nazie. C'est pourquoi, en janvier 1944, Bruno Brauer ordonne à Schubert de quitter la Crète. Les hommes de son groupe ont le choix de rester en Crète ou de le suivre en Macédoine. Environ la moitié de ses hommes sont transférés en Macédoine pour renforcer le bataillon collaborationniste de Geórgios Poúlos (alias Poulos Verband). En Macédoine, le groupe de Schubert poursuit ses activités cruelles, étant responsable des massacres de Chortiátis et de Giannitsá, entre autres.
Lorsque l'armée allemande se retire de Macédoine, en octobre 1944, Schubert et 70 de ses hommes se retirent également en Yougoslavie où ils restent pendant quelques mois. Schubert arrive à Vienne en février 1945 et avant que l'Armée rouge ne prenne la ville, il se rend à Schwaz, dans l'ouest de l'Autriche. Lorsque l'armée américaine arrive à Schwaz, Schubert et sa maîtresse se font passer pour des personnes déplacées grecques et sont placés dans un camp à Innsbruck en attendant d'être transférés en Grèce.

### Après la Seconde Guerre mondiale
Schubert tente de retourner en Grèce parce qu'il veut être avec sa maîtresse ou parce qu'il n'a pas le choix. Le 5 septembre 1945, il arrive à l'aéroport militaire d'Éleusis à bord d'un avion rapatriant des ex-prisonniers de camps de concentration en Grèce depuis Munich, sous le faux nom de Kostantinos Konstantinidis (Κωνσταντίνος Κωνσταντινίδης). Lorsqu'il est interrogé par des officiers de la police grecque, les réponses qu'il donne ne sont pas satisfaisantes et restent vagues. Il est gardé en détention pour un examen plus approfondi. Lors de sa détention, il est reconnu comme étant Friedrich Schubert par divers témoins et poursuivi pour crimes de guerre. Le 5 août 1947, il est reconnu coupable de 271 meurtres et de plusieurs autres crimes, dont des incendies criminels, l'incendie de nombreux villages, des viols, des meurtres de femmes et d'enfants de sang-froid, des pillages de guerre et des vols. Pour ces faits, Schubert est condamné 27 fois à la peine de mort et à plusieurs milliers d'années d'emprisonnement. Il est exécuté par un peloton d'exécution au fort d'Heptapyrgion, à Thessalonique, le 22 octobre 1947.